# Parathesis aeruginosa
Parathesis aeruginosa Standl. – gatunek roślin z rodziny pierwiosnkowatych (Primulaceae). Występuje naturalnie w Meksyku, Nikaragui oraz Kostaryce. 

## Morfologia
PokrójZimozielony krzew dorastający do 1–7 m wysokości.
LiścieBlaszka liściowa ma eliptycznie podługowaty lub lancetowaty kształt. Mierzy 9–20 cm długości oraz 4–7 cm szerokości, jest karbowana na brzegu, ma zbiegającą po ogonku lub klinową nasadę i spiczasty wierzchołek. Ogonek liściowy jest nagi i ma 3–12 mm długości.
KwiatyZebrane w wiechach o długości 6–15 cm, wyrastają na szczytach pędów. Mają działki kielicha o trójkątnym kształcie i dorastające do 1–2 mm długości. Płatki są lancetowate i mają 4 mm długości.
OwocPestkowce mierzące 6-8 mm średnicy, o niemal kulistym kształcie.

## Biologia i ekologia
Rośnie w lasach, na wysokości do 600 m n.p.m.